# 茲韋茲達湖
茲韋茲達湖（英語：Lake Zvezda），是南極洲的湖泊，位於伊利沙伯女皇地，處於韋斯特福爾山脈東部，由美國海軍拍攝空中照片，現時由南極條約體系管理。